# Rachel Darmon
Rachel Darmon est une autrice franco-israélienne, née en 1968 à Paris.

## Parcours
Rachel Darmon étudie à Paris au lycée Jacques-Decour. À vingt ans elle décide de s’installer en Israël où elle étudie les sciences politiques, l’éducation et la littérature française. Elle enseigne le français à l’université de Tel-Aviv puis fonde et dirige la section de français d’un lycée de Tel-Aviv. Elle est également éducatrice et guide touristique.
Rachel Darmon s'inscrit dans le genre de l’autofiction, avec humour. Dans son premier roman, Le Gâteau de Varsovie, elle explore les « affres de son enfance et adolescence au sein d’une famille de rescapés de la Shoah ».
Dans son second roman, Tâter le Diable, elle met en scène une femme à qui échoit soudainement le don de percevoir, quand elle touche les gens, s'ils sont fidèles.
Elle est également dramaturge et traductrice. Elle a collaboré à l’écriture de scénarios pour le cinéma et pour la télévision, avec son époux Yoni Darmon.
Elle tient une chronique dans le magazine Tribune Juive où elle relate la vie d'une franco-israélienne de gauche, opposée au gouvernement conservateur et à Netanyahou.

## Prix
Lauréate du Concours international littéraire des Arts et des Lettres de France en 1999 pour sa nouvelle Le Mur du bruit.

## Publications
- Le Gâteau de Varsovie, Éditions Folie d'encre, Montreuil, 2019[8].

- Tâter le Diable, Éditions Folie d'encre, Montreuil, 2023[9].